# Omicron nymphale
Omicron nymphale är en stekelart som först beskrevs av Edoardo Zavattari 1912.
Omicron nymphale ingår i släktet Omicron och familjen Eumenidae. Inga underarter finns listade i Catalogue of Life.